# Saint-Pourçain-sur-Sioule
Saint-Pourçain-sur-Sioule je naselje in občina v osrednjem francoskem departmaju Allier regije Auvergne. Leta 2006 je naselje imelo 5.046 prebivalcev.

## Geografija
Kraj leži v pokrajini Bourbonnais ob reki Sioule 30 km južno od središča departmaja Moulinsa.

## Administracija
Saint-Pourçain-sur-Sioule je sedež istoimenskega kantona, v katerega so poleg njegove vključene še občine Bayet, Bransat, Cesset, Contigny, Laféline, Loriges, Louchy-Montfand, Marcenat, Monétay-sur-Allier, Montord, Paray-sous-Briailles, Saulcet in Verneuil-en-Bourbonnais z 10.644 prebivalci.
Kanton je sestavni del okrožja Moulins.

## Zanimivosti
- nekdanja priorska, danes župnijska cerkev sv. Križa iz obdobij romanike in gotike; v njej se nahajajo klopi iz 15. stoletja, kip Ecce Homo iz poznega šestnajstega stoletja, visoki oltar iz 18. stoletja in orgle iz 19. stoletja;
- urni stolp - zvonik; nahaja se na enem od starih samostanskih stolpov. Prvotno je služil kot stražni stolp in bil simbol občinskih svoboščin. Kasneje mu je bila dodana ura, ki je bila v času od konca 18. do sredine 19. stoletja prenešena na zvonik.
- most le Pont Charles de Gaulle izvira iz poznega 17. stoletja, večkrat obnovljen zaradi povodni in škode, ki jo je utrpel med drugo svetovno vojno.